# باقر باشیموف
باقر باشیموف (به قرقیزی: Бактыбек Бешимов) (زاده ۱۹۵۴) رهبر فراکسیون پارلمانی و معاون رئیس حزب سوسیال دموکرات قرقیزستان است. باشیموف یکی از رهبران برجسته اپوزیسیون است که به خاطر دیدگاه‌های لیبرال خود مشهور است و علیه رژیم‌های قربان‌بیگ باقی‌یف و عسکر آقایف سخنرانی می‌کند.

## اوایل زندگی
باقر باشیموف در جنوب قرقیزستان بزرگ شد و بیشتر دوران کودکی خود را در اوش گذراند. پس از فارغ‌التحصیلی از مدرسه لومونوسوف، در دانشگاه ملی دولتی قرقیزستان تحصیل کرد و در سال ۱۹۷۷ دکترای تاریخ گرفت.
باشیموف در خانواده‌ای معلم به دنیا آمد. پدرش استاد دانشگاه دولتی اوش بود. باشیموف دانشگاه دولتی اوش را از وضعیت قبلی‌اش که یک مؤسسه آموزشی منطقه‌ای بود به یک دانشگاه تمام‌عیار تبدیل کرد.

## زندگی شخصی
باقر باشیموف متأهل و دارای دو فرزند است. هر دو پسرش در دانشگاه هاروارد تحصیل کردند. همچنین پسر او، آردین باشیموف، یک معلم در مؤسسه فناوری ماساچوست است.
باقر باشیموف در منطقه بوستون آمریکا زندگی می‌کند.